# Arachnula impatiens
Arachnula impatiens ist eine Art (Spezies) schalenloser Amöben aus der Familie Vampyrellidae, Stamm Cercozoa.

## Merkmale
Die Amöbe ist kugelig bis hoch verzweigt, manchmal auch länglich, wobei sich dann die Filopodien (Scheinfüßchen, Pseudopodien) an beiden Enden konzentrieren. Selten sind die Pseudopodien vernetzt. Sie ist sehr beweglich. Ihre Größe variiert von 50 Mikrometer bis 1 Millimeter. Die Cytoplasmaströmung ist unidirektional. Die feinen Filopodien können am ganzen Körper entstehen, werden jedoch bevorzugt am Vorderende gebildet. 
Andere Stadien wie Zysten sind nicht bekannt. 

## Ernährung und Verbreitung
Die Art ernährt sich von einzelligen Pilzen und Algen, etwa Diatomeen und wahrscheinlich auch von Bakterien. Die aufgenommene Nahrung ist noch lange in der Zelle sichtbar. Häufige zieht die Amöbe potentielle Nahrungsteilchen über weite Strecken mit sich.
Die Verbreitung dieser Amöbe ist nur ungenügend bekannt. Die Erstbeschreibung erfolgte aus dem Brackwasser des Schwarzen Meeres nahe Odessa. Weitere Funde stammen aus schottischer Gartenerde und vom Spülsaum des Baikalsees.

## Belege
- David Bass, Ema E.-Y.Chao, Sergey Nikolaev, Akinori Yabuki, Ken-ichiro Ishida, Cédric Berney, Ursula Pakzad, Claudia Wylezich, Thomas Cavalier-Smith: Phylogeny of Novel Naked Filose and Reticulose Cercozoa: Granofilosea cl.n. and Proteomyxidea Revised. In: Protist. Band 160, Nr. 1, 2009, ISSN 1434-4610, S. 75–109, doi:10.1016/j.protis.2008.07.002.